# Amiserica costulata
Amiserica costulata är en skalbaggsart som beskrevs av Frey 1969. Amiserica costulata ingår i släktet Amiserica och familjen Melolonthidae. Inga underarter finns listade i Catalogue of Life.